# (10729) Tsvetkova
(10729) Tsvetkova – planetoida z pasa głównego asteroid okrążająca Słońce w ciągu 4 lat i 102 dni w średniej odległości 2,63 j.a. Została odkryta 4 września 1987 roku w Krymskim Obserwatorium Astrofizycznym w Naucznym na Krymie przez Ludmiłę Żurawlową. Nazwa planetoidy pochodzi od Walentiny Pietrowny Cwietkowej (ur. 1917), ukraińskiej artystki. Przed nadaniem nazwy planetoida nosiła oznaczenie tymczasowe (10729) 1987 RU5.